# Вест-Раїсліп (станція)
51°34′10″ пн. ш. 0°26′16″ зх. д. / 51.569444° пн. ш. 0.437778° зх. д.

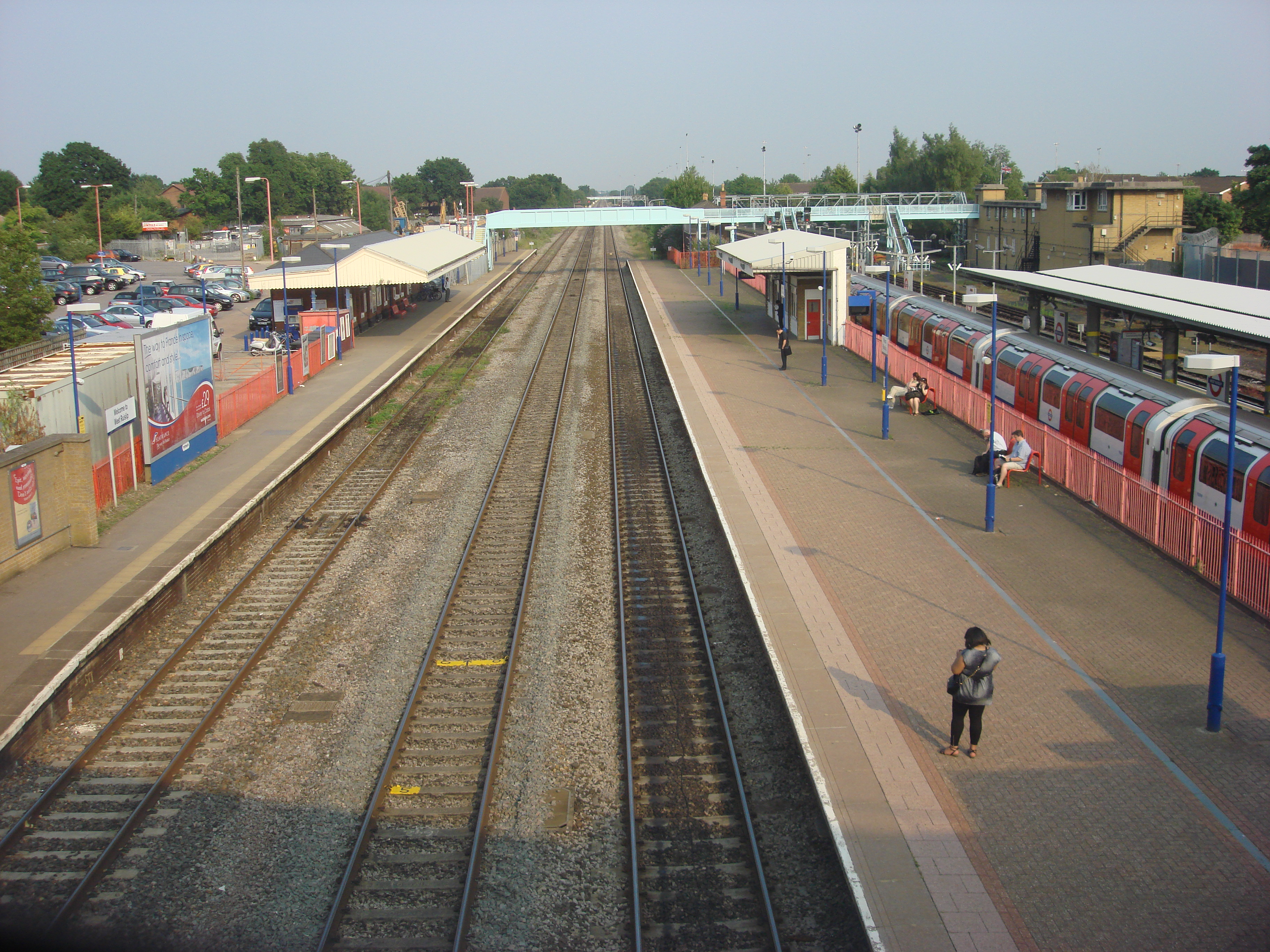
Платформи станції Вест-Райсліп

Вест-Райсліп (англ. West Ruislip) — станція Центральної лінії Лондонського метро та Chiltern Railways. Розташована у 6-й тарифній зоні, на межі Ікенгем та Вест-Райсліп, боро Гіллінгдон  на заході Великого Лондону. Пасажирообіг на 2017 рік, для метростанції — 1.72 млн. осіб та для S-Bahn — 0.179 млн. осіб На станції заставлено тактильне покриття. 

## Історія
- 2 квітня 1906 — відкриття станції у складі Great Western and Great Central Joint Railway (GW&GCJR) як Райсліп-енд-Ікенгем[5]
- 21 листопада 1948 — відкриття платформ Центральної лінії.

## Пересадки
- Пересадки на автобуси London Buses маршрутів: U1, U10
- У кроковій досяжності знаходиться метростанція Ікенгем

## Послуги
| Попередня станція | Лінія | Лінія                                | Лінія | Наступна станція |
| ----------------- | ----- | ------------------------------------ | ----- | ---------------- |
| Кінцева           |       | Лондонське метро Центральна лінія    |       | Раїсліп-гарден   |
| Денем             |       | Chiltern Railways Chiltern Main Line |       | Саут-Раїсліп     |